# Valentijn Rensing
Valentijn Arduin Rensing (Zeist, 4 februari 1981) is een Rotterdamse ondernemer. Hij richtte in 2008 de telecomaanbieder Youfone op. Naast CEO van het Nederlandse Youfone is Rensing actief in de Belgische telecommarkt met het merk Yoin.  Daarnaast organiseert hij jaarlijks Hét Rotterdam Gala voor de minder bedeelde kinderen van Rotterdam en is hij bestuurslid van business club Made in Holland.